# 3644 Kojitaku
A 3644 Kojitaku (ideiglenes jelöléssel 1931 TW) a Naprendszer kisbolygóövében található aszteroida. Karl Wilhelm Reinmuth fedezte fel 1931. október 5-én.